# Il viaggio del veliero
Il viaggio del veliero (The Voyage of the Dawn Treader) è un romanzo fantastico del 1951 di C. S. Lewis. È il terzo libro di Le cronache di Narnia e il quinto in ordine cronologico.
Dal romanzo è stata tratta una versione cinematografica diretta da Michael Apted nel 2010.

## Trama
I due fratelli più giovani dei due racconti precedenti, Lucy ed Edmund Pevensie, sono mandati in vacanza alla casa del loro odioso cugino Eustache Clarence Scrubb. Sia per possibilità o per fato, i tre ragazzi sono attirati simultaneamente da un dipinto di tema marittimo che è un portale verso Narnia. La nave dipinta nel quadro è il Veliero dell'Alba. All'improvviso i ragazzi vengono proiettati dentro al dipinto e vivranno una spettacolare avventura marittima insieme al giovane Re Caspian.
Sette nobili di Narnia erano stati mandati dall'usurpatore Miraz, zio di Re Caspian, ad esplorare i mari d'oriente, ben oltre le Isole Solitarie, allo scopo di liberarsi di loro. Re Caspian, ormai sconfitto Miraz, decide di veleggiare allo loro ricerca e, lasciata la reggenza del regno a Briscola il nano, salpa con il Veliero dell'Alba diretti verso l'ignoto. Nel corso del viaggio la ciurma approderà in numerose isole fino a raggiungere i confini del mondo conosciuto.
Lasciata Galma e Terebinthia, la ciurma approda alle Isole Solitarie ma Re Caspian, Lucy, Edmund ed Eustachio sono catturati e venduti come schiavi. Liberato da Lord Bern, uno dei sette nobili scomparsi, Re Caspian organizza una sortita per liberare i suoi amici ed il regno dalla tirannia del governatore Gumpas.
Ripreso il mare, dopo una lunga traversata, il Veliero dell'Alba approda finalmente all'Isola del Drago dove Eustachio viene tramutato in drago a causa della sua cupidigia, come in passato era già avvenuto al nobile Lord Octesian; egli verrà salvato da Aslan in persona e per questo motivo ne uscirà molto cambiato e non sarà più l'antipaticissimo ragazzino che era stato fino a quel momento. Lasciata l'Isola del Drago, Re Caspian approda con i suoi uomini sull'Isola di Acquemorte, dove sgorga una fonte che tramuta le cose in oro; dopo un litigio capiscono che l'acqua è nefasta e dunque decidono di abbandonare celermente l'isola. Successivamente approdarono all'Isola delle Voci, abitata da esseri invisibili resi tali dal mago Koriakin. Questi erano invece Inettopodi, stupidi esseri a forma di funghi, i quali tornano ad essere visibili grazie a Lucy.
Conclusasi questa avventura, Re Caspian, dopo aver salvato un altro nobile, Lord Rhoop, dall'Isola delle Tenebre, un'isola tenebrosa sulla quale i desideri più oscuri e le peggiori paure delle persone diventano reali, giunge in un'isola dove ad un banchetto siedono addormentati gli ultimi tre lord rimasti. Dopo aver parlato con la stella Ramandu e sua figlia comprende di essere arrivato al principio della fine del mondo. Re Caspian decide pertanto di riprendere il viaggio con i più coraggiosi verso lande sconosciute, durante il viaggio essi incontrano il popolo del mare, ad un certo punto notano che l'acqua è ricoperta di ninfee ed è estremamente nutriente, Caspian vorrebbe arrivare alla terra di Aslan, ma Aslan stesso lo fa desistere da questo proposito e quindi fa dietrofront; intanto Lucy, Edmund ed Eustachio arrivano al limite estremo del mondo di Narnia, lì incontrano Aslan in veste d'agnello che, svelandogli il senso dell'avventura, li rimanda in questo mondo.